# 480-km-Rennen von Jarama 1989

Streckenlayout

Das 480-km-Rennen von Jarama 1989, auch II Trofeo Repsol Jarama (World Sports Prototype Championship), Jarama, fand am 25. Juni auf dem Circuito del Jarama statt und war der dritte Wertungslauf der Sportwagen-Weltmeisterschaft dieses Jahres.

## Das Rennen
Jochen Mass, den Peter Sauber erst von einem Rennstart überzeugen musste, kam als Le-Mans-Sieger zum Rennen nach Jarama. Mass fuhr den ersten und dritten Rennabschnitt im siegreichen Sauber-Mercedes C9/88. Im Mittelabschnitt saß 70 Minuten lang sein Teampartner Jean-Louis Schlesser am Steuer. Eine Stunde lang führte ihr Sauber-Teamkollege Mauro Baldi im Wagen mit der Startnummer 61, der nach einem Leck in der Bremshydraulik zwei Runden an der Box verlor. Kenny Acheson brachte den Wagen noch an der fünften Stelle ins Ziel. An der zweiten Stelle platzierten sich Jan Lammers und Patrick Tambay im Jaguar XJR-9. Bester Porsche war der Brun-962C von Oscar Larrauri und Jesús Pareja an der dritten Stelle der Gesamtwertung.
Eine besondere Leistung zeigte der Toyota-Pilot Johnny Dumfries, der das ganze Rennen alleine bestreiten musste, da sein Teampartner Geoff Lees mit einem eingeklemmten Nackennerv am Renntag ins Krankenhaus musste. Nach einer Fahrzeit von 3 Stunden und 27 Minuten kam er bei 37 Grad Celsius Außentemperatur und 50 Grad im Cockpit als Zehner ins Ziel.

## Ergebnisse

### Schlussklassement
| 1               | C1 | 62  | Team Sauber Mercedes             | Jochen Mass Jean-Louis Schlesser    | Sauber-Mercedes C9/88 | 145 |
| 2               | C1 | 1   | Silk Cut Jaguar                  | Jan Lammers Patrick Tambay          | Jaguar XJR-9          | 144 |
| 3               | C1 | 6   | Repsol Brun Motorsport           | Oscar Larrauri Jesús Pareja         | Porsche 962C          | 143 |
| 4               | C1 | 22  | Spice Engineering                | Thorkild Thyrring Wayne Taylor      | Spice SE89C           | 143 |
| 5               | C1 | 61  | Sauber Motorsport                | Mauro Baldi Kenny Acheson           | Sauber-Mercedes C9/88 | 143 |
| 6               | C1 | 2   | Silk Cut Jaguar                  | John Nielsen Andy Wallace           | Jaguar XJR-9          | 142 |
| 7               | C1 | 10  | Porsche Kremer Racing            | George Fouché Giovanni Lavaggi      | Porsche 962CK6        | 141 |
| 8               | C1 | 23  | Nissan Motorsports International | Julian Bailey Mark Blundell         | Nissan R89C           | 140 |
| 9               | C1 | 13  | Courage Compétition              | Pascal Fabre Bernard de Dryver      | Cougar C22S           | 139 |
| 10              | C1 | 37T | Toyota Team Tom’s                | Johnny Dumfries                     | Toyota 89C-V          | 139 |
| 11              | C1 | 5   | Repsol Brun Motorsport           | Stanley Dickens Harald Huysman      | Porsche 962C          | 139 |
| 12              | C1 | 34  | Porsche Alméras Montpellier      | Jacques Alméras Jean-Marie Alméras  | Porsche 962C          | 137 |
| 13              | C2 | 101 | Chamberlain Engineering          | Fermín Vélez Nick Adams             | Spice SE89C           | 135 |
| 14              | C2 | 103 | France Prototeam                 | Bernard Thuner Claude Ballot-Léna   | Spice SE88C           | 131 |
| 15              | C1 | 72  | Obermaier Primagaz               | Jürgen Lässig Pierre Yver           | Porsche 962C          | 131 |
| 16              | C1 | 20  | Team Davey                       | Tim Lee-Davey Max Cohen-Olivar      | Porsche 962C          | 129 |
| 17              | C2 | 111 | PC Automotive                    | Richard Piper Olindo Iacobelli      | Spice SE88C           | 126 |
| 18              | C2 | 107 | Tiga Race Team                   | Jari Nurminen Mario Hytten          | Tiga GC289            | 120 |
| 19              | C2 | 102 | Chamberlain Engineering          | Luigi Taverna John Williams         | Spice SE86C           | 117 |
| Ausgefallen     |    |     |                                  |                                     |                       |     |
| 20              | C1 | 21  | Spice Engineering                | Eliseo Salazar Ray Bellm            | Spice SE89C           | 113 |
| 21              | C2 | 106 | Porto Kaleo Team                 | Pasquale Barberio Ranieri Randaccio | Tiga GC288/9          | 82  |
| 22              | C2 | 171 | Team Mako                        | Robbie Stirling James Shead         | Spice SE88C           | 37  |
| 23              | C2 | 178 | Didier Bonnet                    | Gérard Tremblay Jean-Claude Justice | ALD 05                | 13  |
| Nicht gestartet |    |     |                                  |                                     |                       |     |
| 24              | C2 | 177 | Louis Descartes                  | Alain Serpaggi Louis Descartes      | ALD C289              | 1   |
| 25              | C1 | 37  | Toyota Team Tom’s                | Johnny Dumfries Geoff Lees          | Toyota 89C-V          | 2   |
| 26              | C1 | 61T | Team Sauber Mercedes             |                                     | Sauber-Mercedes C9/88 | 3   |

1 Getriebeschaden im Training
2 ursprünglicher Einsatzwagen
3 Ersatzwagen

### Nur in der Meldeliste
Zu diesem Rennen sind keine weiteren Meldungen bekannt.

### Klassensieger
| Klasse | Fahrer       | Fahrer               | Fahrzeug              | Platzierung im Gesamtklassement |
| ------ | ------------ | -------------------- | --------------------- | ------------------------------- |
| C1     | Jochen Mass  | Jean-Louis Schlesser | Sauber-Mercedes C9/88 | Gesamtsieg                      |
| C2     | Fermín Vélez | Nick Adams           | Spice SE89C           | Rang 13                         |

### Renndaten
- Gemeldet: 26
- Gestartet: 23
- Gewertet: 19
- Rennklassen: 2
- Zuschauer: 30000
- Wetter am Renntag: sonnig, heiß und trocken
- Streckenlänge: 3,312 km
- Fahrzeit des Siegerteams: 3:26:13,882 Stunden
- Gesamtrunden des Siegerteams: 145
- Gesamtdistanz des Siegerteams: 480,240 km
- Siegerschnitt: 139,720 km/h
- Pole Position: Mauro Baldi – Sauber-Mercedes C9/88 (#61) – 1:15,580 = 157,758 km/h
- Schnellste Rennrunde: Mauro Baldi – Sauber-Mercedes C9/88 (#61) – 1:20,970 = 147,256 km/h
- Rennserie: 3. Lauf zur Sportwagen-Weltmeisterschaft 1989